# بيتر أ. غارلاند
بيتر أ. غارلاند هو سياسي أمريكي، ولد في 16 يونيو 1923 في بوسطن في الولايات المتحدة، وتوفي في 26 يناير 2005 في برونزويك في الولايات المتحدة. نشط حزبياً في الحزب الجمهوري. وقد انتخب عضو مجلس النواب الأمريكي ‏.